# Octava Avenida Suroeste
La 8.ª Avenida Suroeste (Octava Avenida Suroeste) es una importante vía urbana de sentido norte-sur ubicada en el cuadrante suroeste de la ciudad de Managua, Nicaragua. Recorre zonas históricas de la capital y conecta múltiples barrios residenciales con avenidas troncales clave de la ciudad.

## Trazado
La vía inicia en el norte desde la Pista Gaza (también conocida como Dupla Norte), avanzando hacia el sur. En su recorrido cruza la Calle Colón (Managua), la 10.ª Calle Suroeste, y la Pista Juan Pablo II, pasando por la Rotonda Cristo Rey, y finalizando su trayecto al sur en la intersección con la Pista Suburbana, en las cercanías del barrio Domitila Lugo.

## Intersecciones principales
- Pista Gaza: Entrada norte desde la vía de alta capacidad del oeste de Managua.
- Calle Colón (Managua): Calle transversal que conecta hacia el barrio San Sebastián.
- 10.ª Calle Suroeste: Calle intermedia que conecta con zonas residenciales adyacentes.
- Pista Juan Pablo II: Principal arteria de tránsito rápido con futuro paso a desnivel.
- Pista Suburbana: Entrada sur hacia barrios como Altagracia, Domitila Lugo y zonas comerciales.

## Barrios que atraviesa
- San Sebastián

## Coordenadas
12°7′2″N 86°15′45″O / 12.11722, -86.26250